# За дом — готовы!

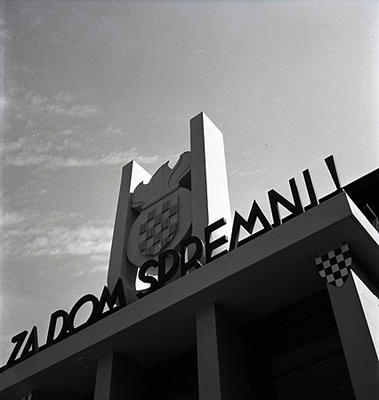
Вход в «Zagrebački zbor», который служил в качестве транзитного лагеря в 1942 году

Za dom spremni! (хорв. Za dom spremni! рус. За Родину — готовы!) — лозунг, приветствие хорватского движения усташей. «Za dom spremni» использовалось как приветствие движением усташей, как аналог немецкого «Зиг Хайль» (нем. Sieg Heil!). Во время Второй мировой войны усташи также использовали приветствие «Za koga? Za Poglavnika!» (рус. «За кого? За Поглавника!»)

Эмблема с логотипом «Za dom spremni» 9-го батальона «Хорватских оборонительных сил» времён войны в Боснии и Герцеговине, который назван в честь командира «Чёрного легиона» усташей Рафаэля Бобана

С началом гражданской войны Югославии лозунг «Za dom spremni» стал очень популярным среди хорватских националистов. «Za dom spremni» использовался в качестве приветствия националистическими силами и хорватскими военными и парамилитарными формированиями в Хорватии и Боснии и Герцеговине. Боснийские хорваты из Хорватских оборонительных сил использовали «Za dom spremni» в качестве своего официального девиза. Эту фразу руководство этой паравоенной организации даже поместило на свою эмблему.
Во время югославской войны «Za dom spremni» использовался в качестве боевого клича в хорватских войсках. Также некоторые хорватские подразделения использовали лозунг в качестве девиза, приветствия и т. д.
Хорватская музыкальная группа «Томпсон» часто использует это приветствие на своих концертах. Помимо этого поклонники группы часто используют и другие символы движения усташей. Лозунг даже звучит в начале песни группы «Bojna Čavoglave». Однако лидер группы Марко Перкович отрицает, что вскидывал руку в нацистском приветствии при употреблении фразы «Za dom spremni».
После войны этот лозунг приобрёл большую популярность у хорватских футбольных болельщиков. Его можно часто услышать во время матчей хорватских клубов и сборной Хорватии по футболу.